# Snookertisch

Grafik eines Snookertisches mit den aufgesetzten Bällen; unten die Fußbande, oben die Kopfbande

Ein Snookertisch ist ein spezieller Billardtisch, der vor allem im Snooker und im English Billiards eingesetzt wird.

## Beschreibung
Snookertische gibt es üblicherweise in verschiedenen Größen, nämlich 8, 9, 10 und 12 Fuß. Letzte Größe wird üblicherweise bei Profiturnieren verwendet. Der Tisch ist dabei doppelt so lang wie breit, das heißt, dass der 12-Fuß-Tisch zum Beispiel die Maße 12 × 6 Fuß hat. Damit hat der Tisch außen eine Fläche von etwa 366 × 183 Zentimetern, die eigentliche Spielfläche ist dann etwa 357 × 178 Zentimeter groß. Die genauen Maße unterliegen herstellerspezifischen Abweichungen, die Toleranz beträgt aber bei Profitischen ± 13 Millimeter. Profitische sind etwa 85 bis 86 Zentimeter hoch, und haben ein Gesamtgewicht von etwa anderthalb Tonnen.
Maßgeblicher Grund für das Gewicht ist die Unterlage der Spielfläche, die aus einer 4,5 bis 6 Zentimeter starken Schieferplatte besteht. Aus transporttechnischen Gründen ist die Platte meistens in fünf bis sechs Teile aufgeteilt. Die Übergänge zwischen den einzelnen Platten werden beim Aufbau durch Verfugung und Ausfüllung geglättet. Bis zur Einführung des Schiefers Anfang des 19. Jahrhunderts wurde für die Unterlage des allgemeinen Billardtisches eine Holzplatte und seltener Marmor verwendet. Schiefer hat aber verschiedene Vorteile gegenüber Holz: Er ist gegenüber Feuchtigkeit und Temperaturschwankungen unempfindlich, stabil und bietet beim Spielen gute Eigenschaften beim Lauf der Bälle. Über der Schieferplatte ist ein grünes Kammgarntuch gespannt, auf dem das Snookerspiel stattfindet. Die Fasern verlaufen von der Fußbande in Richtung Kopfbande und müssen in diese Richtung auch gereinigt werden. Bei Stößen entgegen der Richtung der Fasern bzw. quer zu den Fasern kann es je nach Stoßgeschwindigkeit zu Abweichungen beim Stoßverlauf kommen.
Umfasst ist die Spielfläche an jeder Seite von Banden, die aus einem elastischen Spezialgummi bestehen – beispielsweise Naturkautschuk – und ebenfalls mit dem Kammgarntuch überzogen sind. Im optimalen Fall ermöglichen die Banden dem Ball nach einem Kontakt einen „gleichmäßigen und dynamischen Abschlag“. Um diesen Effekt zu vergrößern, werden die Banden durch ein Stahlband ergänzt (Steelblock-Table). An jeder Ecke sowie in der Mitte jeder langen Seite werden die Banden von den Taschen unterbrochen, die im Vergleich zum Poolbillardtisch eine andere Form haben und dadurch schwieriger anzuspielen sind. Die Beine des Tisches sind aus Eiche oder Mahagoni gefertigt.
Auf dem Snookertisch befinden sich verschiedene weiße Markierungen. 737 Millimeter unterhalb der Kopfbande ist es eine durchgezogene Linie, die sogenannte Baulk-Linie. Sie hat im Snooker nur begrenzte Bedeutung und entstammt dem English Billiards. In der Mitte begrenzt die Baulk-Linie einen zur oberen Bande orientierten Halbkreis mit einem Radius von 292 Millimetern, das sogenannte D.  Innerhalb des D befinden sich auf der Baulk-Linie drei Aufsetzmarkierungen (engl.: spots), zwei jeweils am Anfang bzw. Ende des Halbkreises und eine mittig dazwischen. Von links nach rechts sind es die Markierungen für die Farben Gelb, Braun und Grün. Zudem gibt es drei weitere Aufsetzmarkierungen: für den blauen Ball in der Mitte des Tisches, für die pinke Kugel in der Mitte zwischen Blau und der Kopfbande sowie für die Schwarze 324 Millimeter oberhalb der Fußbande. Unter der Aufsetzmarkierung für Pink werden in Dreiecksform die fünfzehn Roten angeordnet.
Anfangs war es bei Snookertischen unüblich, sie zu beheizen. Allerdings hat sich das im Laufe der Zeit verstärkt durchgesetzt und zum Ende der 2010er-Jahre gehörten beheizte Tische zum Standard auf der Profitour. Für die Beheizung werden in den Tisch spezielle Matten mit Heizdrähten eingehängt. Auch wenn die optimale Temperatur von der Umgebungstemperatur abhängig ist, wird eine Temperatur von 45 Grad Celsius bei den Heizmatten als Standardwert genommen, wodurch sich das Spielfeld auf 25–30 Grad Celsius erwärmt. Die Beheizung soll ein schnelleres Laufen der Bälle ermöglichen und die Feuchtigkeit im Tuch reduzieren und dadurch die Wahrscheinlichkeit unsauberer Ballkontakte (sogenannte Kicks) reduzieren, da die Bälle dann weniger Schmutz aufnehmen.

## Verwendung
Snookertische werden sowohl im Snooker als auch im English Billiards verwendet. Darüber hinaus wird auch Chinese 8-Ball auf Tischen gespielt, die weitgehend identisch mit 9-Fuß-Snookertischen sind.